# ألد إدواردز
ألد إدواردز هو باحث كندي، ولد في 1 يونيو 1962.